# Quai de la Gare (métro de Paris)
Pour l’article homonyme, voir Quai de la Gare.
Quai de la Gare est une station de la ligne 6 du métro de Paris, située dans le 13e arrondissement de Paris.

## Situation
Établie en aérien, la station surplombe le terre-plein central du boulevard Vincent-Auriol, à l'amorce de ce dernier dans le prolongement du pont de Bercy, soit au sud-ouest du quai d'Austerlitz et du quai de la Gare. Approximativement orientée selon un axe nord-est/sud-ouest, elle s'intercale entre les stations Chevaleret et Bercy.

## Histoire

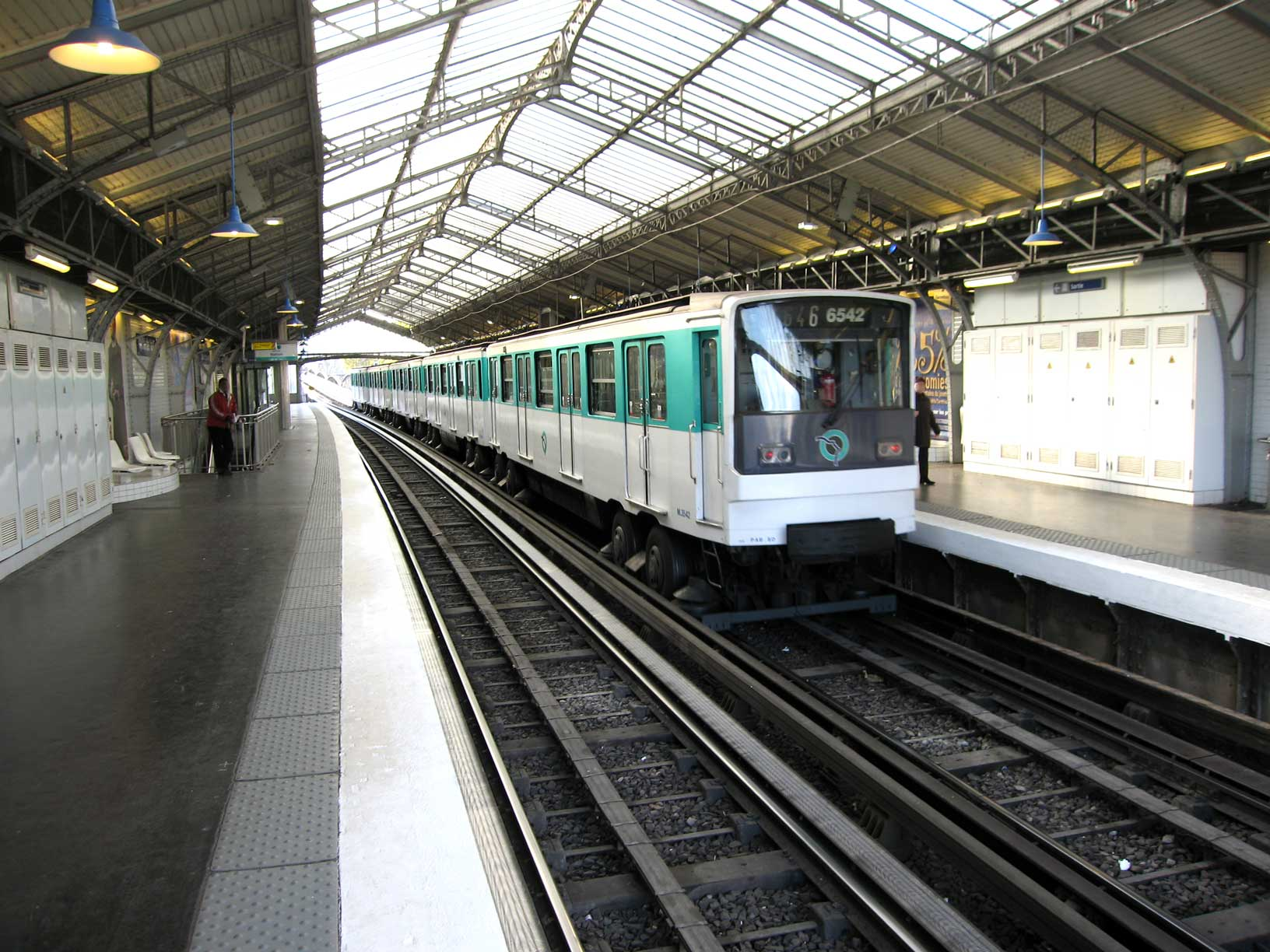
Une rame MP 73 quitte la station.

La station est ouverte le 1er mars 1909 avec la mise en service du premier tronçon de la ligne 6 entre Place d'Italie et Nation.
Elle doit sa dénomination à sa proximité avec le quai de la Gare sur la rive gauche de la Seine, ainsi baptisé en mémoire de la gare fluviale d'Ivry élevée près de l'hôpital de la Salpêtrière à partir de la fin du règne de Louis XV, et qui a donné son nom à l'actuel quartier de la Gare au nord-est duquel se trouve la station.
Dans le cadre du programme « Renouveau du métro » de la RATP, la station a été entièrement rénovée dans le courant des années 2000.
En 2019, 3 033 927 voyageurs sont entrés à cette station ce qui la place à la 169e position des stations de métro pour sa fréquentation,.
En 2020, avec la crise du Covid-19, 1 410 543 voyageurs sont entrés dans cette station ce qui la place à la 184e position des stations de métro pour sa fréquentation.
En 2021, la fréquentation remonte progressivement, avec 1 735 465 voyageurs qui sont entrés dans cette station ce qui la place à la 202e position des stations de métro pour sa fréquentation.

## Services aux voyageurs

### Accès
La station dispose de deux accès débouchant de part et d'autre du terre-plein central du boulevard Vincent-Auriol :
- l'accès 1 « avenue de France » se trouvant au droit des nos 11 et 12 du boulevard ;
- l'accès 2 « pont de Bercy » se situant face aux nos 1 et 2 du boulevard.

Chacun s'ouvre sur un espace commun sous le viaduc d'où l'accès aux quais s'effectue au moyen d'escaliers fixes, d'escaliers mécaniques montants ou d'ascenseurs.

Accès à la station
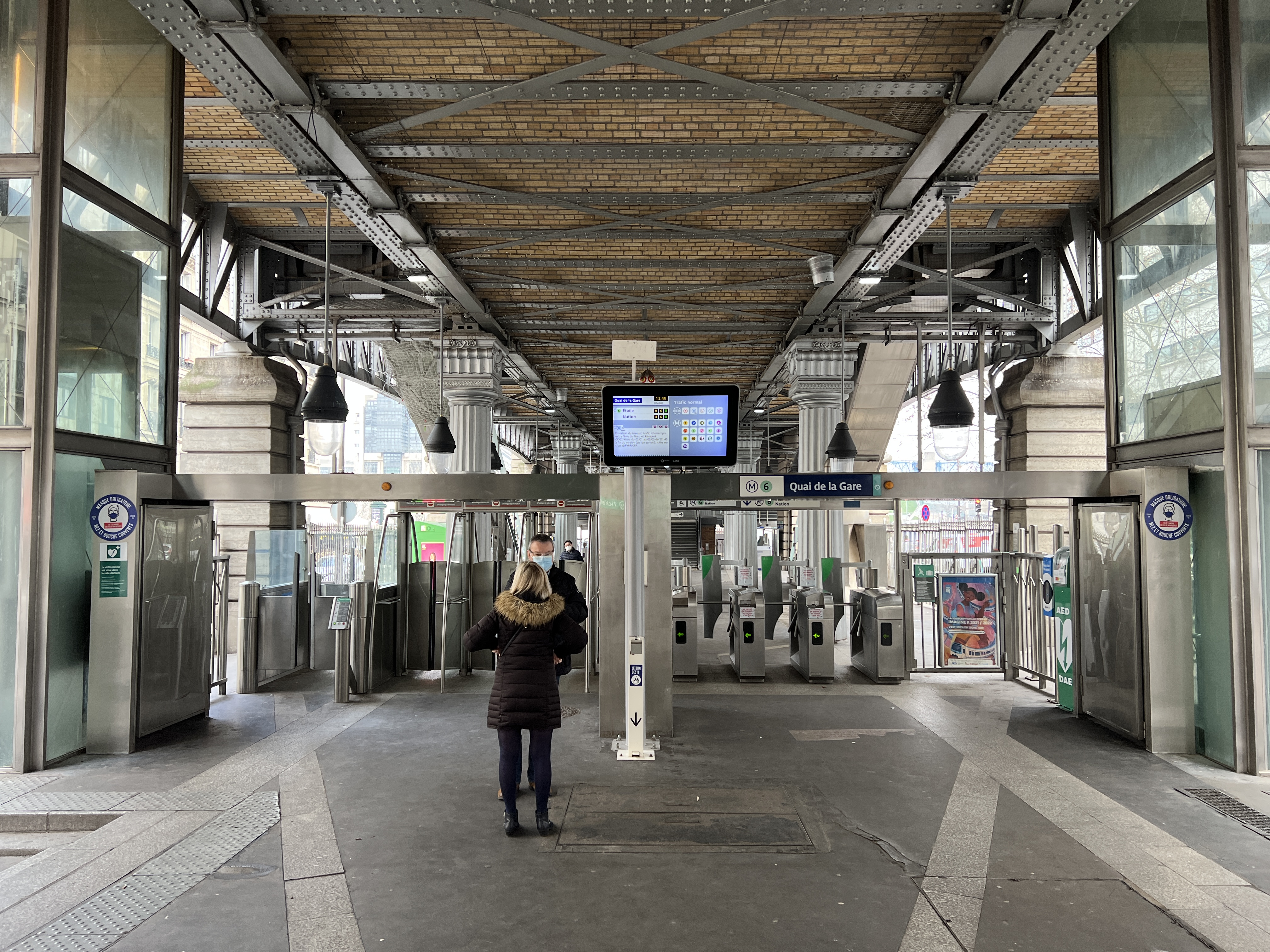
L'accès no 1, « Avenue de France ».
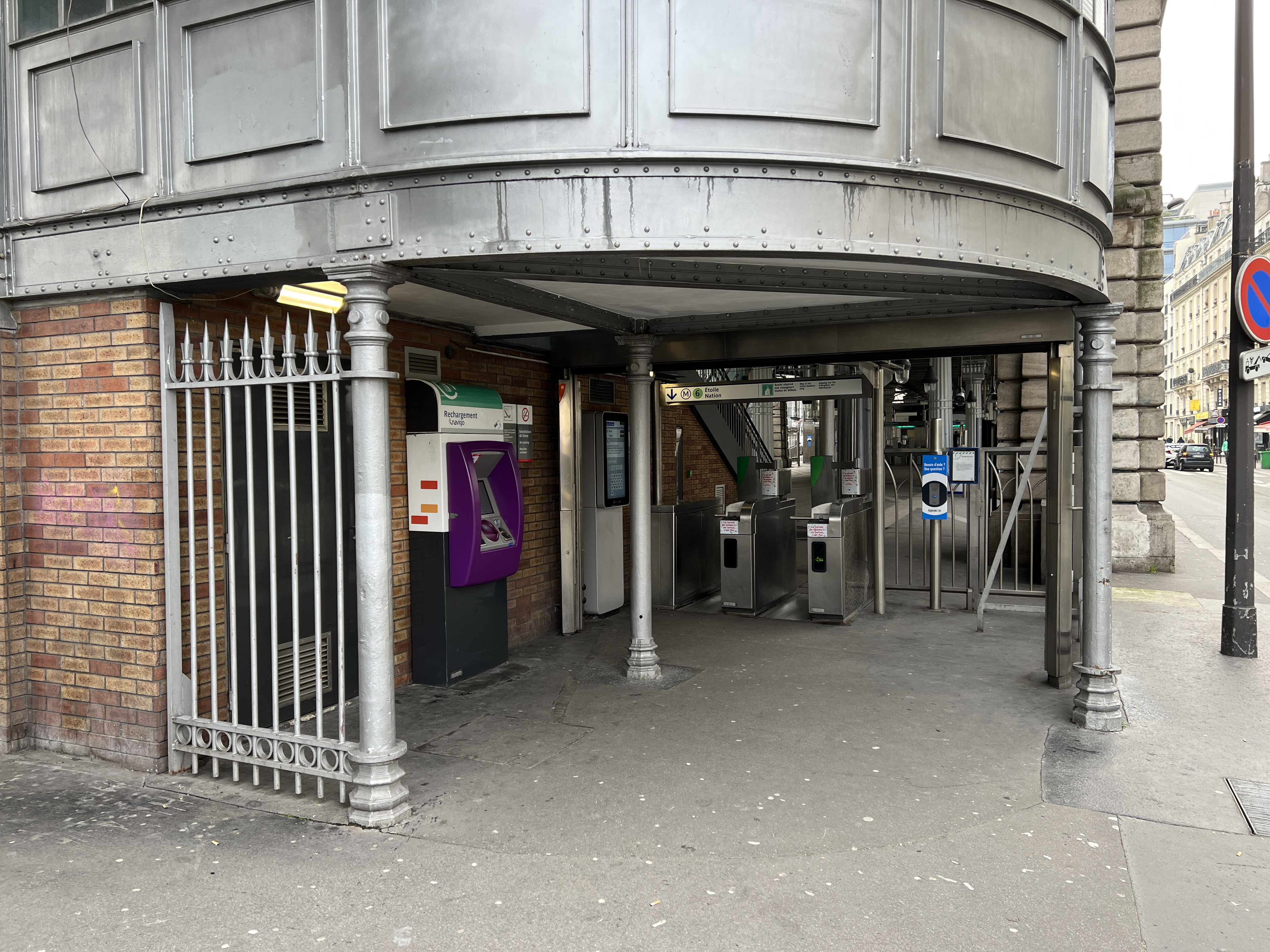
L'accès no 2, « Pont de Bercy ».

### Quais
Quai de la Gare est une station aérienne de configuration standard : elle possède deux quais séparés par les voies du métro, le tout étant établi en très légère courbe et couvert d'une verrière. Les piédroits verticaux sont recouverts de carreaux en céramique blancs biseautés côté intérieur, et de briques dessinant des motifs géométriques côté extérieur. Les cadres publicitaires sont en céramique blanche et le nom de la station est inscrit en police de caractères Parisine sur plaques émaillées. Les sièges de style « Motte » sont blancs et disposés sur des banquettes de forme convexe recouvertes de carreaux en céramique blancs plats. L'éclairage est semi-direct, projeté au sol par des plafonniers bleus, sur les piédroits par des tubes en partie dissimulés et sur la charpente par des projecteurs de lumière bleue. Les accès s'effectuent par l'extrémité orientale.

### Intermodalité
La station est desservie par les lignes 61, 71, 89, 215 et 325 du réseau de bus RATP et, la nuit, par les lignes N131 et N133 du réseau de bus Noctilien.

## À proximité
- Vue sur le quartier de Bercy : ministère de l'Économie et des Finances, palais omnisports de Paris-Bercy.
- Bibliothèque nationale de France

Galerie de photographies
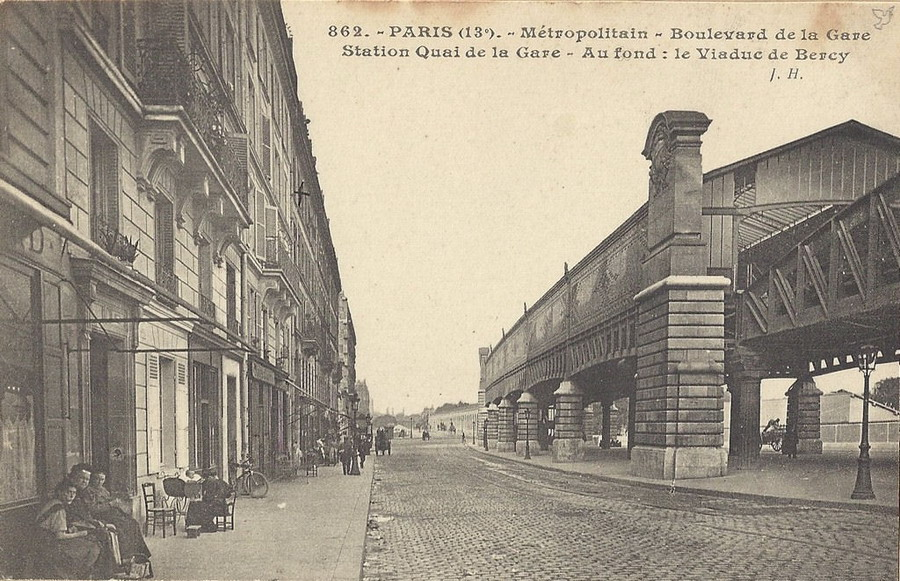
La station en 1909.
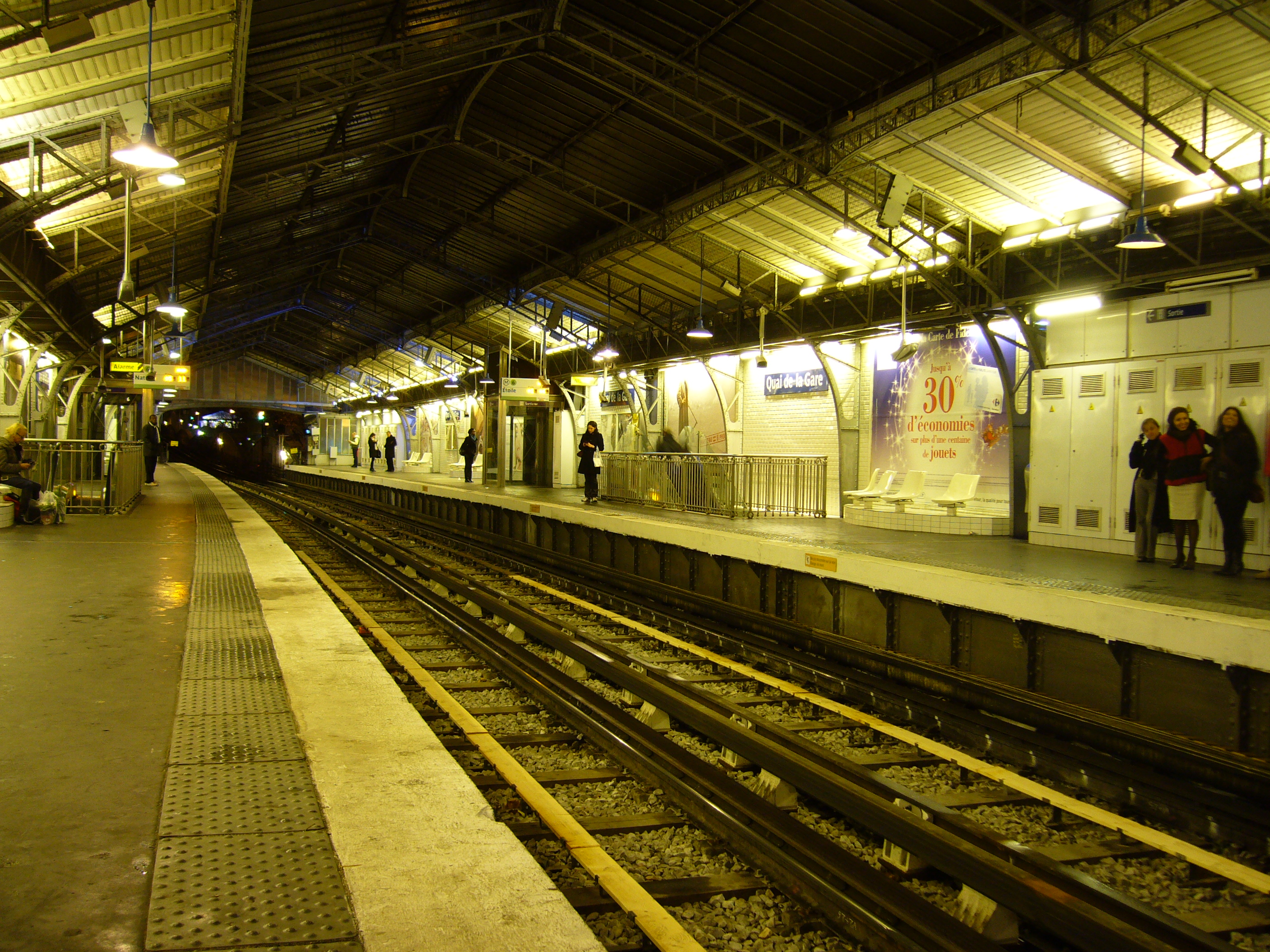
Quais de la station en soirée.
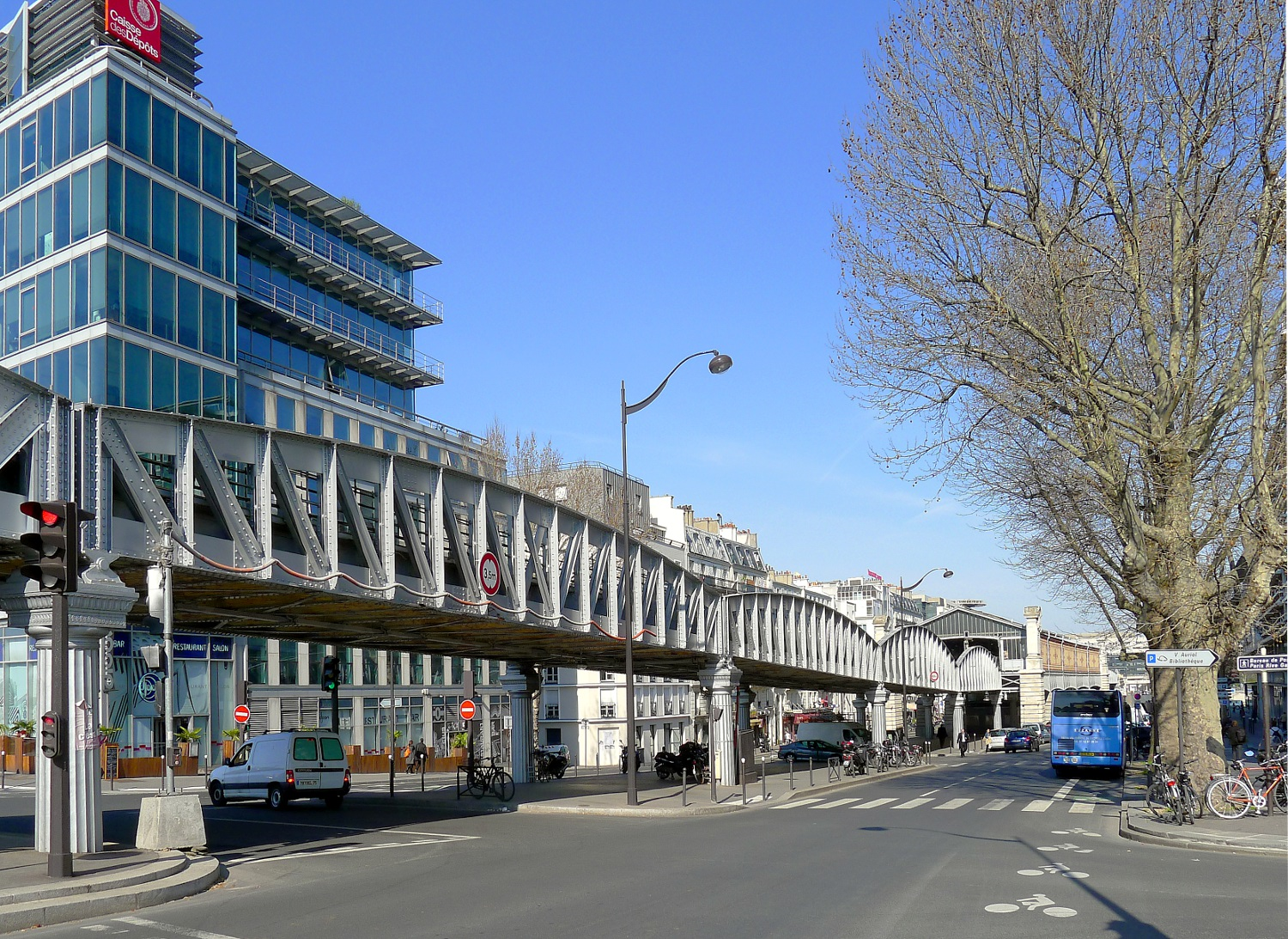
La station, au bas du boulevard Vincent-Auriol.
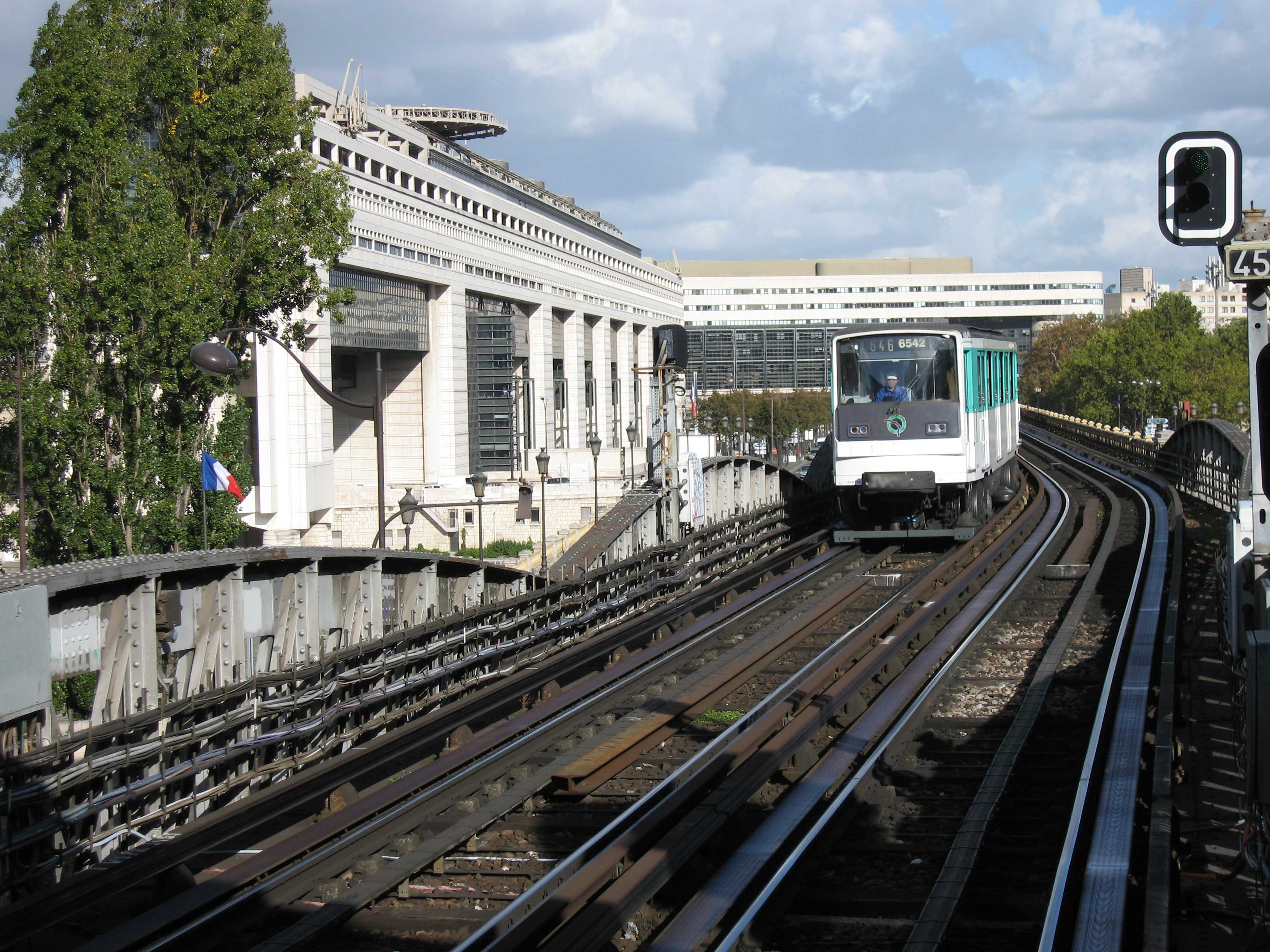
Une rame venant de Nation entre en station.

## Dans la fiction
Une scène du film La Belle Personne (2008) de Christophe Honoré y est tournée.